# Équipe d'Afrique de l'Est de rugby à XV
L'équipe d'Afrique de l'Est de rugby à XV était l'équipe multinationale qui représentait le Kenya, l'Ouganda et la Tanzanie dans les compétitions internationales de rugby à XV de 1950 à 1982. Elle a disputé 8 test matchs durant cette période, ne remportant qu'une victoire pour 7 défaites.

## Histoire
Créée en 1950, l'équipe d'Afrique de l'Est était principalement constituée de joueurs originaires du Kenya et disputa l'ensemble de ses rencontres à domicile au RFUEA Ground à Nairobi. Le surnom de Tuskers était exclusivement utilisé pendant les tournées. Le dernier match officiel eut lieu en 1982 à Salisbury, ancien nom d'Harare, contre le Zimbabwe.

## Statistiques des confrontations
| Adversaires    | Nombre de matchs | Victoires | Nuls | Défaites | % Victoires |
| -------------- | ---------------- | --------- | ---- | -------- | ----------- |
| Barbarians     | 1                | 0         | 0    | 1        | 0,0         |
| Lions          | 2                | 0         | 0    | 2        | 0,0         |
| Afrique du Sud | 1                | 0         | 0    | 1        | 0,0         |
| Pays de Galles | 1                | 0         | 0    | 1        | 0,0         |
| Zambie         | 2                | 1         | 0    | 1        | 50,0        |
| Zimbabwe       | 1                | 0         | 0    | 1        | 0,0         |